# STATISTICA
TIBCO Statisticaは統計解析ソフトウェアスイートである。データ分析、データ処理、統計処理、データマイニング、データ可視化などの機能があり、並びに予測モデリング、クラスタリング、データ分類、多彩なデータ検索が利用できる 。追加機能はオープンソースのR言語を通じて使用可能である。　製品分類は法人用（サイト運営や組織利用対象）、Web利用（サーバ及びブラウザを使用）、併用リモート環境用、個人用が提供されている。
ソフトウェアの通常の動作としては、表データを開き、プルダウンメニューやリボン_(GUI)（9.0から始まるバージョンでは）から、統計用機能を選択する。次に、含まれる変数と必要な分析種類の入力が求められるが、その際にはコマンドプロンプトで入力する必要はない。各分析結果は、画像及び表形式の出力を含むことができ、別ファイルに保存される。